# IC 2537
IC 2537 ist eine Balken-Spiralgalaxie mit ausgedehnten Sternentstehungsgebieten vom Hubble-Typ SBc im Sternbild Antlia südlich der Himmelsäquators. Sie ist schätzungsweise 115 Millionen Lichtjahre von der Milchstraße entfernt und hat einen Durchmesser von etwa 90.000 Lichtjahren.
Die Galaxie ist Mitglied der NGC 3054-Gruppe zu deren Mitgliedern weiterhin NGC 3051, NGC 3054, NGC 3078, NGC 3084, NGC 3089, IC 2531, PGC 28803 und PGC 28874 gehören.
Das Objekt wurde am 14. Februar 1898 von Lewis Swift entdeckt.